# Zeitschrift für Geographiedidaktik

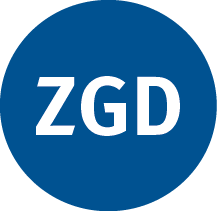
Zeitschrift für Geographiedidaktik (ZGD)

Die Zeitschrift für Geographiedidaktik (ZGD) ist eine vierteljährlich erscheinende, deutsch- und englischsprachige Fachzeitschrift für die Veröffentlichung von Diskussion und Forschung der Geographiedidaktik und deren Anwendung in der Unterrichtspraxis. Sie erscheint bereits seit 1973 und wurde bis 2013 unter dem Namen GuiD Geographie und ihre Didaktik geführt. Die ZGD bezeichnet sich als „einzige geographiedidaktische Zeitschrift im deutschsprachigen Raum, die rein wissenschaftlich ausgerichtet ist“. Seit 2019 wird sie ausschließlich als Open-Access-Onlinepublikation geführt.

## Übersicht
Das Journal mit deutsch- und englischsprachigen Beiträgen wird im Auftrag des Hochschulverbandes für Geographiedidaktik von Ingrid Hemmer (Katholische Universität Eichstätt-Ingolstadt) und Péter Bagoly-Simó (Humboldt-Universität zu Berlin) vierteljährlich herausgegeben. Die eingereichten Beiträgen werden in einem double-blind Reviewverfahren von nationalen und internationalen Experten begutachtet. Für die Autoren fallen keine Veröffentlichungsgebühren an. Mit dem 47. Jahrgang (2019) wird die ZGD Open-Access publiziert und bietet sofortigen offenen Zugang an.

## Ziele
Laut der eigenen Website verfolgt die ZGD folgende Ziele:
1. Ergebnisse der geographiedidaktischen Forschung national und international verbreiten,
2. das Interesse für geographiedidaktische Forschung fördern,
3. ein Forum für die Diskussion geographiedidaktischer Forschung bilden,
4. den geographiedidaktischen Nachwuchs fördern,
5. die Relevanz der Forschungsergebnisse für eine professionelle Unterrichtspraxis aufzeigen,
6. die Relevanz der Forschungsergebnisse für die Lehrkräftebildung aufzeigen,
7. Informationen für bildungspolitische Entscheidungen bereitstellen,
8. über Tagungen berichten und Neuerscheinungen rezensieren.